# NGC 7267
NGC 7267 ist eine Balken-Spiralgalaxie vom Hubble-Typ SBa im Sternbild Südlicher Fisch am Südsternhimmel. Sie ist schätzungsweise 151 Millionen Lichtjahre von der Milchstraße entfernt. Die Entfernungsmessungen basierend auf den Radialgeschwindigkeiten stimmen nicht mit den rotverschiebungsunabhängigen Entfernungsschätzungen von  63 ± 2 Millionen Lichtjahren überein.
Das Objekt wurde am 23. September 1834 von John Herschel entdeckt.